# 김홍걸 (경찰)
김홍걸(金弘傑, 일본식 이름: 豊川弘도요카와 고, 1905년 7월 25일 ~ ?)은 일제강점기의 경찰로, 본적은 평안북도 용천군 양하면이다.

## 생애
1929년 3월 21일 하얼빈 일로협회(日露協會) 학교를 수석으로 졸업했고 1930년부터 1932년까지 평안북도 신의주경찰서 순사부장으로 근무했다. 신의주경찰서 순사부장 재직 중에 발발한 만주사변 때 일본군의 만주 침략을 용이하도록 하기 위한 차원에서 철도 시설과 전선 보호 경비 근무를 맡았고 1932년 12월 31일 평안북도지사로부터 조선총독부 도순사 정근증서를 받았다.
1934년 8월 28일 만주 사변 당시 일제의 독립 운동가 탄압 작전과 일본군의 군수품 수송에 참여한 공로를 인정받아 만주 사변 종군 기장을 받았으며 1936년 만주 사변에 협력한 공로를 인정받아 일본 정부의 만주 사변 행상에서 위로 갑(慰勞 甲)에 상신되었다. 1934년 11월 22일 평안북도 태천경찰서에서 경부보로 근무했고 1935년부터 1937년 3월까지 평안북도 북진경찰서에서 사법위생계주임으로 근무했다.
1937년 평안북도 중강경찰서 경부로 근무했고 1937년 9월 21일부터 1939년 6월 14일까지 평안북도 강계경찰서 사법계주임을 역임했다. 1938년부터 1939년까지 조선총독부 강계영림서를 겸직했고 1939년 6월 15일부터 1941년까지 평안북도 정주경찰서에서 사법계주임을 역임했다.
강계경찰서 사법계주임 재직 중에 발발한 중일 전쟁 때인 1937년 9월 21일부터 1939년 6월 14일까지 시국좌담회를 개최하고 독립 운동가 활동을 방해하는 한편 일본군에게 보낼 위문품 모집과 위문대의 헌납에 앞장서는 등 일본의 침략 전쟁에 적극 협력했다. 정주경찰서 사법계주임 재직 중이던 1939년 6월 15일부터 1940년 4월 28일까지 일본군과 군수품 수송 열차 경계 근무를 맡았고 항일 운동가 사찰, 검거, 단속 업무에도 주력했다.
민족문제연구소의 친일인명사전 수록자 명단의 경찰 부문, 친일반민족행위진상규명위원회가 발표한 친일반민족행위 705인 명단에 포함되었다.

## 참고자료
- 친일반민족행위진상규명위원회 (2009). 〈김홍걸〉. 《친일반민족행위진상규명 보고서 Ⅳ-4》. 서울. 665~671쪽.